# Leslie Egnot
Leslie Jean Egnot, ONZM (Greenville, 25 de fevereiro de 1963) é uma velejadora neo-zelandesa.

## Carreira
Leslie Egnot representou seu país nos Jogos Olímpicos de 1992 e 1996, na qual conquistou a medalha de prata na classe 470. 